# Bryocryptella koehleri
Bryocryptella koehleri är en mossdjursart som först beskrevs av Calvet 1896.  Bryocryptella koehleri ingår i släktet Bryocryptella och familjen Bryocryptellidae. Inga underarter finns listade i Catalogue of Life.